# Potamogeton pusilliformis
Potamogeton pusilliformis är en nateväxtart som beskrevs av Fisch.. Potamogeton pusilliformis ingår i släktet natar, och familjen nateväxter. Inga underarter finns listade.